# Perilestes
Perilestes is een geslacht van libellen (Odonata) uit de familie van de schaduwpantserjuffers (Perilestidae).

## Soorten
Perilestes omvat 8 soorten:
- Perilestes attenuatus Selys, 1886
- Perilestes bispinus Kimmins, 1958
- Perilestes eustaquioi Machado, 2015
- Perilestes fragilis Hagen in Selys, 1862
- Perilestes gracillimus Kennedy, 1941
- Perilestes kahli Williamson & Williamson, 1924
- Perilestes minor Williamson & Williamson, 1924
- Perilestes solutus Williamson & Williamson, 1924